# Österåstjärnen, Jämtland
Österåstjärnen är en sjö i Bräcke kommun i Jämtland och ingår i Ljungans huvudavrinningsområde.